# Humhub
HumHub ist eine Social-Network-Software und steht unter der quelloffenen Open-Source-Lizenz AGPL. Sie basiert auf dem PHP-Framework Yii und positioniert sich selbst als Werkzeug zur Gestaltung eigener sozialer Netzwerke für die interne Unternehmenskommunikation und -zusammenarbeit. Das Aussehen von HumHub ist aufgeräumt minimalistisch und orientiert sich in Teilen an Facebook.
HumHub kann sowohl selbst installiert werden, als auch als Software as a Service (SaaS) vom Hersteller gehostet werden. Es wird eine Professional Edition angeboten, die besondere, für Unternehmen relevante Funktionen beinhaltet und zum Teil unter der HumHub Commercial License steht. Diese Lizenz erlaubt es, Erweiterungen zu programmieren, ohne diese wieder an die Community weitergeben zu müssen, wie es die Lizenzbedingungen der freien Version verlangen.
HumHub wurde ursprünglich von der Münchner Web-Agentur zeros+ones entwickelt und Ende Februar 2015 mit einer Firmenausgründung eigenständig.

## Bedienung
HumHub wird auf einem Webserver installiert und mit einem Webbrowser benutzt. Außer einem Browser ist für die Benutzung keine Zusatzsoftware erforderlich. Dank des responsive Designs ist eine native App für mobile Geräte nicht notwendig. Für die komfortablere Benutzung auf Mobilgeräten (z. B. Mitteilung neuer Nachrichten) existieren Apps für Android und iOS. 
Bei HumHub konzentriert sich die Nutzung um die einzelnen Gruppen, „Spaces“ genannt, denen ein Benutzer beitreten kann. Diese können mit weiteren Modulen und Erweiterungen in ihrer Funktionalität nachgerüstet werden. So existieren Module für Kalender, Galerien, ein Wiki, Dateisammlungen und eine Dropbox-Anbindung für den Datenaustausch.

## Funktionen
- In über 18 Sprachen internationalisiert
- Benutzer können eigene Profile gestalten
- Die üblichen sozialen Funktionen Kommentieren, Liken, Folgen, Erwähnen
- HumHub Marketplace ist die zentrale Anlaufstelle für Erweiterungen und zusätzliche Module
- Gemeinsame Bearbeitung von Dokumenten im integrierten Wiki oder mit Zusatzmodulen in OnlyOffice und Etherpad

### Wichtige Versionen
| Legende: | Alte Version | Ältere Version; noch unterstützt | Aktuelle Version | Aktuelle Vorabversion | Zukünftige Version |

| Version | Unterversion  | Veröffentlichung   | Wichtigste Änderungen |  |
| ------- | ------------- | ------------------ | --- |  |
| 0.8.x   | 0.8.0         | 25. Juli 2014      | - Älteste Version im Release Log auf Github |  |
| 0.8.x   | 0.8.1         | 19. August 2014    | |  |
| 0.8.x   | 0.8.2         | 28. August 2014    | |  |
| 0.9.x   | 0.9.0-rc.1    | 3. September 2014  | - Einführungstour am Dashboard - PHPUnit Test |  |
| 0.9.x   | 0.9.0         | 8. September 2014  | |  |
| 0.9.x   | 0.9.1         | 15. September 2014 | |  |
| 0.9.x   | 0.9.2         | 6. Oktober 2014    | |  |
| 0.10.x  | 0.10.0-rc.1   | 24. Oktober 2014   | - Keine weitere Unterstützung für PHP 5.3 |  |
| 0.10.x  | 0.10.0        | 3. Dezember 2014   | - Behebt die kritische SQL-Injection Sicherheitslücke CVE-2014-9528 (gefunden von Jos Wetzels und Emiel Florijn) - Neue Passwortwiederherstellungsmethode - Neue Übersetzungen: Schwedisch, Tschechisch, Vietnamesisch, Katalanisch                |  |
| 0.10.x  | 0.10.1        | 15. September 2014 | - Behebt eine kritische Sicherheitslücke (gefunden von Jos Wetzels und Emiel Florijn) |  |
| 0.11.x  | 0.11.0        | 30. März 2015      | - HTML5 Desktopbenachrichtigungen - Neue Übersetzungen: Taiwanisch, Rumänisch |  |
| 0.11.x  | 0.11.1        | 4. April 2015      | - Arabische Übersetzung |  |
| 0.11.x  | 0.11.2        | 27. April 2015     | |  |
| 0.20.x  | 0.20.0-beta.1 | 2. September 2015  | - Migration auf Yii Framework 2.0 - Unterstützung für Composer - Umstellung auf PHP Namespaces - Codeception Tests |  |
| 0.20.x  | 0.20.0-beta.2 | 24. September 2015 | |  |
| 0.20.x  | 0.20.0        | 20. Oktober 2015   | - Behebt eine kritische Sicherheitslücke (gefunden von Eric Sesterhenn) |  |
| 0.20.x  | 0.20.1        | 19. November 2015  | |  |
| 1.0.x   | 1.0.0-beta.1  | 25. November 2015  | - Berechtigungssystem - PDFs und Bilder inline anzeigen |  |
| 1.0.x   | 1.0.0-beta.2  | 3. Dezember 2015   | |  |
| 1.0.x   | 1.0.0-beta.3  | 28. Dezember 2015  | - PHP 7 Unterstützung - Behebt mögliche XSS Sicherheitslücke CVE-2016-1229 (gefunden von Satoru Nagaoka) |  |
| 1.0.x   | 1.0.0-beta.4  | 27. Februar 2016   | |  |
| 1.0.x   | 1.0.0         | 26. März 2016      | |  |
| 1.0.x   | 1.0.1         | 2. Mai 2016        | |  |
| 1.1.x   | 1.1.0-beta.1  | 31. Mai 2016       | - Verschiedene Authentifizierungssysteme (Facebook, Google, Live, GitHub und eigene) - Erweitertes Gruppensystem (mehrere Gruppen pro Benutzer, Rechtevergabe auf Gruppenebene) - Unterstützung für SOLR Suchmaschine (nur für Enterprise Version) |  |
| 1.1.x   | 1.1.0-beta.2  | 18. Juli 2016      | - Diverse kleine Verbesserungen und Bugfixes |  |
| 1.1.x   | 1.1.0         | 16. August 2016    | - Verbessertes Caching - Administrationsoberfläche und Space Menü aufgeräumt |  |
| 1.1.x   | 1.1.1         | 26. September 2016 | |  |
| 1.2.x   | 1.2.4         | 13. Dezember 2017  | |  |
| 1.3.x   | 1.3.12        | 26. März 2019      | |  |
| 1.4.x   | 1.4.2         | 27. Februar 2020   | - Wechsel von „Enterprise Edition“ zu „Professionel Edition“ |  |
| 1.5.x   | 1.5.4         | 15. April 2020     | |  |
| 1.6.x   | 1.6.4         | 29. Juli 2020      | |  |
| 1.7.x   | 1.7.3         | 4. November 2020   | |  |
| 1.8.x   | 1.8.3         | 14. Juli 2021      | |  |
| 1.9.x   | 1.9.4         | 19. April 2022     | - keine weitere Unterstützung für PHP <7.3 |  |
| 1.10.x  | 1.10.5        | 12. Juli 2022      | |  |
| 1.11.x  | 1.11.4        | 6. Juli 2022       | - keine weitere Unterstützung für PHP <7.4 |  |
| 1.12.x  | 1.12.3        | 12. Dezember 2022  | |  |
| 1.13.x  | 1.13.2        | 27. März 2023      | |  |
| 1.14.x  | 1.14.5        | 6. November 2023   | - Unterstützung für PHP 8.2 |  |
| 1.15.x  | 1.15.5        | 8. Mai 2024        | |  |
| 1.15.x  | 1.15.6        | 10. Juni 2024      | |  |
| 1.16.x  | 1.16.0-beta.1 | 5. April 2024      | - erste Betaversion 1.16 (von 4) - keine weitere Unterstützung für PHP <8.0 |  |
| 1.16.x  | 1.16.0        | 19. Juni 2024      | Release 1.16 |  |
| 1.16.x  | 1.16.1        | 1. Juli 2024       | - kleine Korrekturen und Kompatibilitätsprobleme mit PHP ≥8.0 gefixt |  |
| 1.16.x  | 1.16.2        | 5. September 2024  | - 21 kleinere Korrekturen und kleine Erweiterungen |  |
| 1.16.x  | 1.16.3        | (Unreleased)       | - Design- und CSS-Korrekturen (in 1.17 übernommen) |  |
| 1.17.x  | 1.17.0-beta.0 | 28. Oktober 2024   | - Erste Betaversion 1.17 (von 4) |  |
| 1.17.x  | 1.17.0        | 13. Januar 2025    | Release 1.17 - keine weitere Unterstützung für PHP<8.1 |  |
| 1.17.x  | 1.17.1        | 6. März 2025       | |  |
| 1.17.x  | 1.17.2        | 7. April 2025      | |  |
| 1.17.x  | 1.17.3        | 17. Juli 2025      | |  |

## Kooperationen
Die Arbeitsgruppe Knowledge Network Management der HTW Chur ist exklusiver Schweizer Partner für Forschungsaktivitäten und Weiterentwicklungen in Bezug auf den Einsatz von kollaborativen Wissensmanagementsystemen in Unternehmen und Organisationen.